# جیمزتاون (داکوتای شمالی)
جیمزتاون(به انگلیسی: Jamestown) شهری در ایالت داکوتای شمالی کشور ایالات متحده آمریکا است که جمعیت آن در سرشماری سال ۲۰۱۰ میلادی، ۱۵٬۴۲۷ نفر بوده‌است.